# Lucie Nilsdatter Gyldenløve
Lucie Nilsdatter Gyldenløve, död 1555, var en norsk adelsdam. Hon var föremål för en uppmärksammad skandal. 
Hon var dotter till Norges rikshovmästare Niels Henriksen och Inger til Austrått. Efter hennes äldre syster Elines död 1532 inledde hon ett förhållande med sin före detta svåger, Niels Lykke. Paret hoppades att de skulle kunna få tillstånd att gifta sig om de hade ett sexuellt förhållande, ett giftermål som annars skulle vara förbjudet då detta enligt religiös definition räknades som incest. Hennes familj motsatte sig äktenskapet, men de gifte sig ändå och 1535 nedkom hon med en son, som strax därpå dog. Det hela utvecklades till en riksbekant skandal. Paret vädjade till Kristian III av Danmark utan att få klart tillstånd. Ärkebiskop Olaf Engelbrechtsen, som fått veta att hans sätt att inte låtsas om skandalen skadade hans anseende, lät vid julen 1535 arrestera Lykke. Lucie drog tillbaka sin önskan om att få gifta sig med Lykke och bad kyrkan om botgöring och förlåtelse. Före 1540 gifte hon sig med den skånske adelsmannen Jens Thillufsen Bielke. Hon omkom vid en förlisning på Søvde Fjord på Søndmøre 1555.